# Miracema do Tocantins (tiểu vùng)
Miracema do Tocantins là một tiểu vùng thuộc bang Tocantins, Brasil. Tiều vùng này có diện tích 34722 km², dân số năm 2007 là 136064 người.